# 東京消防庁第九消防方面本部
東京消防庁第九消防方面本部（とうきょうしょうぼうちょうだいきゅうしょうぼうほうめんほんぶ）は、東京消防庁の内局で、東京都の八王子市、青梅市、日野市、福生市及び羽村市、多摩市、あきる野市、町田市の各市、および、西多摩郡に属する各町村から委託を受け、消防業務を担当する消防本部である。

## 所在地
八王子市石川町2099番地2（八王子消防署小宮出張所2階）
- JR八王子駅からバス15分
- 北八王子駅入口バス停下車 徒歩3分

## 管轄消防署
- 第九消防方面本部には8の消防署、1つの分署、20の出張所、1の分駐所がある。消防救助機動部隊（ハイパーレスキュー）1隊、山岳救助隊4隊、特別救助隊3隊、化学機動中隊1隊、特別消火中隊9隊が配置されている。

### 第九方面消防救助機動部隊（ハイパーレスキュー）
- 第九消防方面本部消防救助機動部隊（ハイパーレスキュー：9HR）
  - 所在地 八王子市鑓水2丁目108番地2号

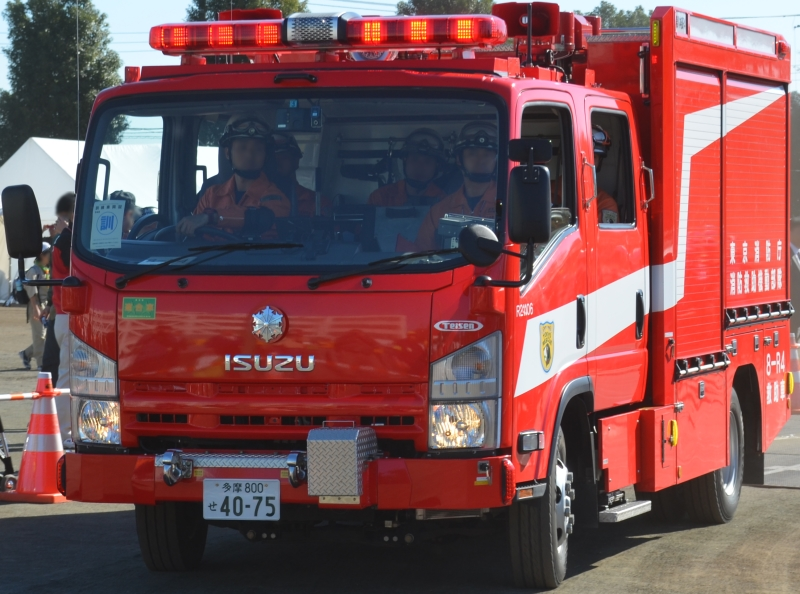
救助車IV型
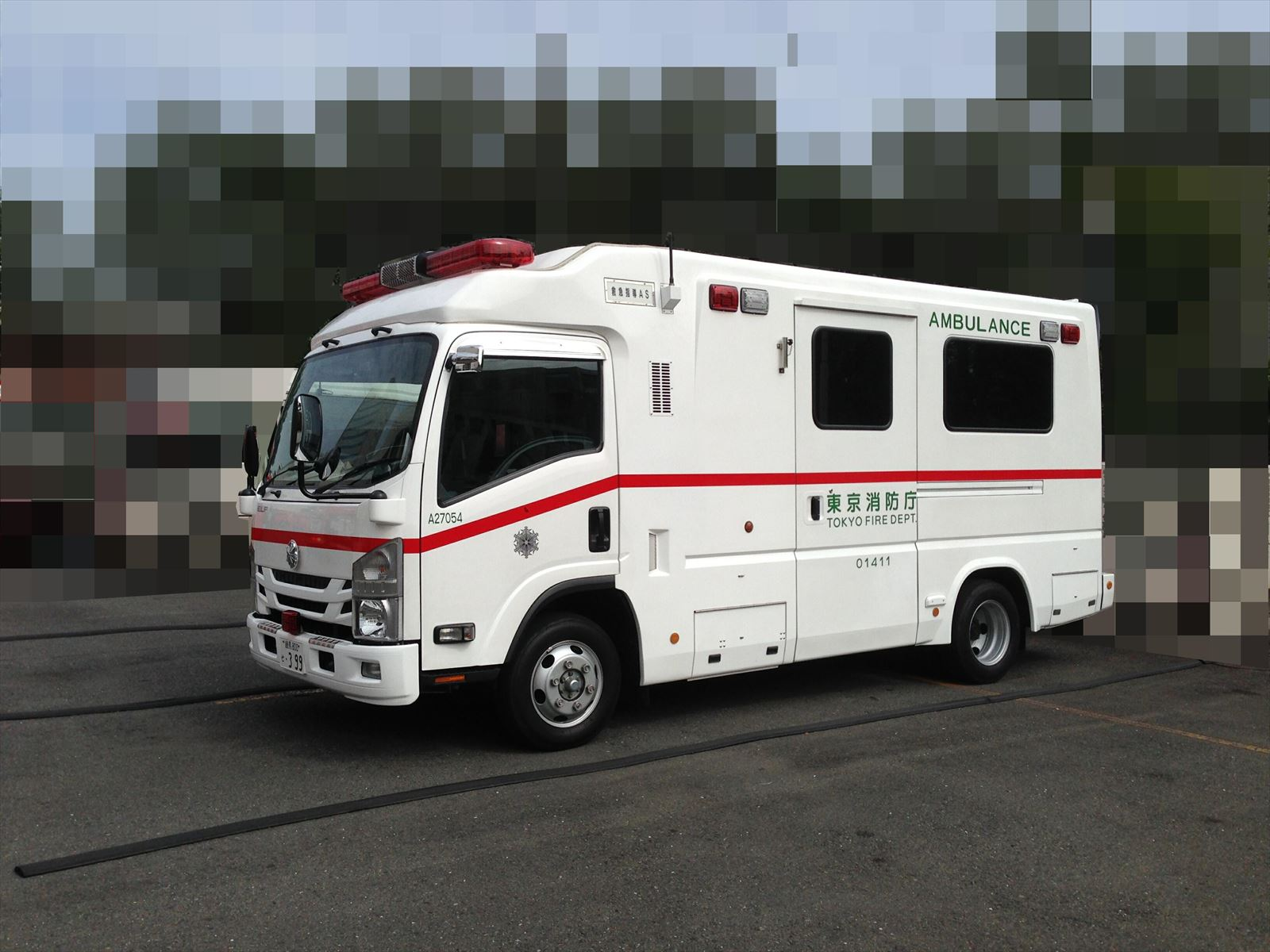
車内患者室陰圧仕様付き高規格準拠救急車

### 八王子消防署
- 本署 八王子市上野町33番地
  - 由木分署 八王子市下柚木542番8号
    - 楢原出張所 八王子市楢原町501番地
    - 元八王子出張所 八王子市大楽寺町366番1号
    - 小宮出張所 八王子市石川町2099番2号
    - 浅川出張所 八王子市東浅川町882番2号
    - 北野出張所 八王子市北野町575番1号
    - みなみ野出張所 八王子市大船町1044番2号

### 青梅消防署
- 本署 青梅市師岡町3丁目2番5号
  - 日向和田出張所 青梅市日向和田2丁目309番1号
  - 長淵出張所 青梅市長淵3丁目203番3号

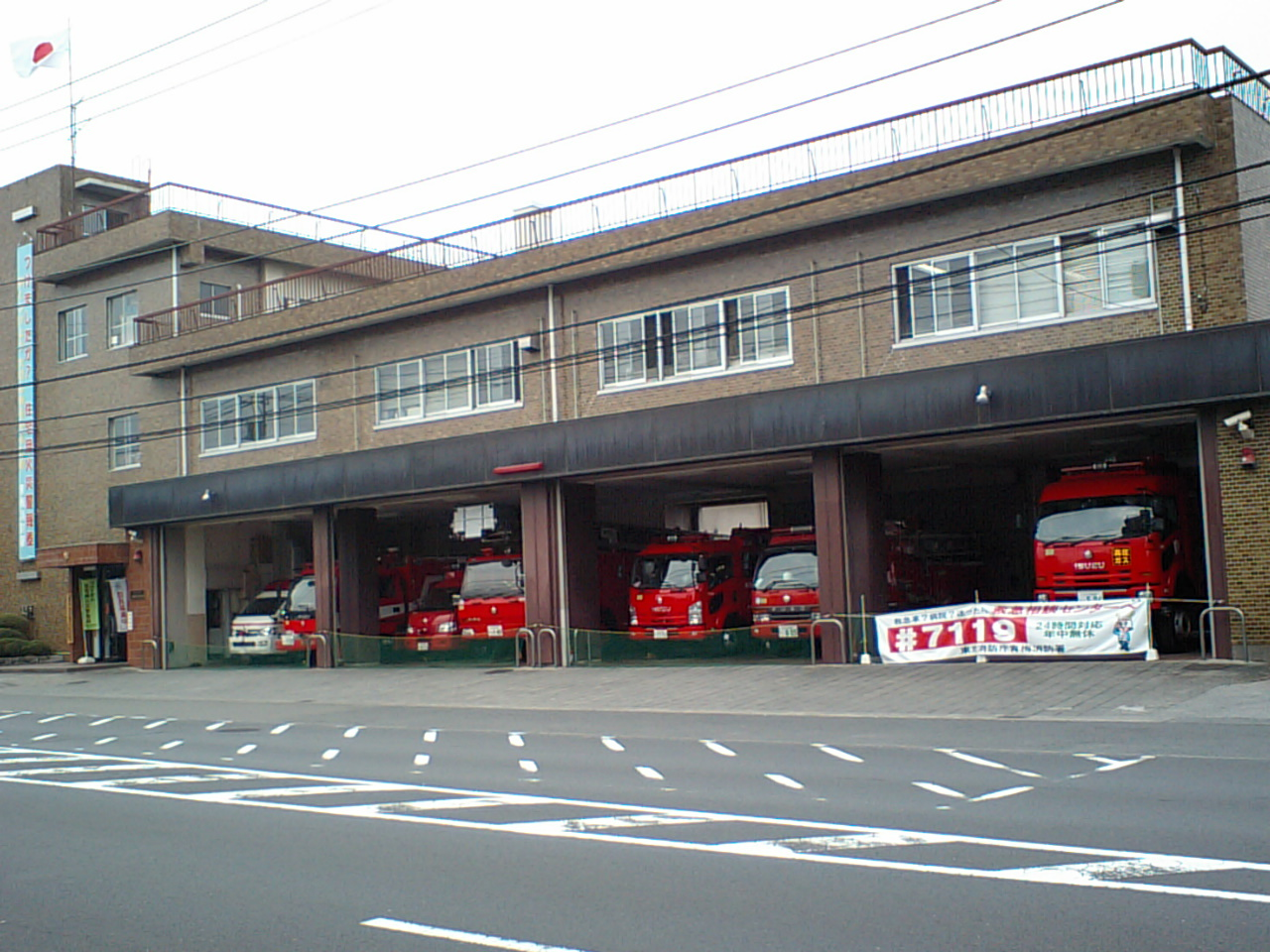
青梅消防署

### 町田消防署
- 本署 町田市本町田2380番地3
  - 忠生出張所 町田市忠生3丁目6番1号
  - 南出張所 町田市金森4丁目5番2号
  - 鶴川出張所 町田市鶴川3丁目2番4号
  - 西町田出張所 町田市相原町45番3号
  - 成瀬出張所 町田市成瀬8丁目9番20号
    - 原町田分駐所 町田市原町田4丁目24番6号（せりがや会館内）

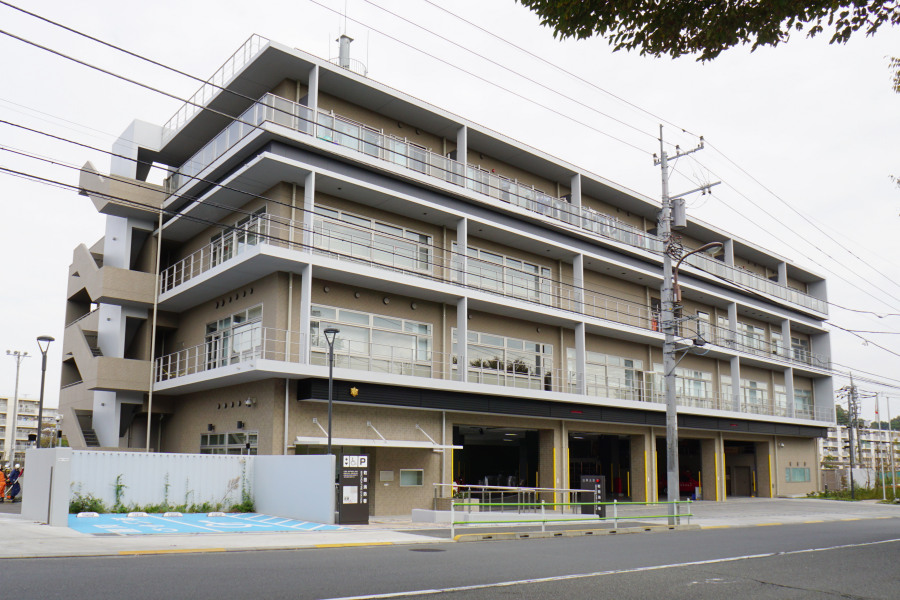
町田消防署

### 日野消防署
- 本署 日野市神明2丁目14番地3
  - 豊田出張所 日野市東平山3丁目1番地23
  - 高幡出張所 日野市高幡714番地

### 福生消防署
- 本署 福生市福生1072番地
  - 熊川出張所 福生市熊川1297番地
  - 羽村出張所 羽村市栄町2丁目21番地9号
  - 瑞穂出張所 西多摩郡瑞穂町箱根ケ崎2353番地

### 多摩消防署
- 本署 多摩市諏訪1丁目69番
  - 多摩センター出張所 多摩市鶴牧1丁目27番1号

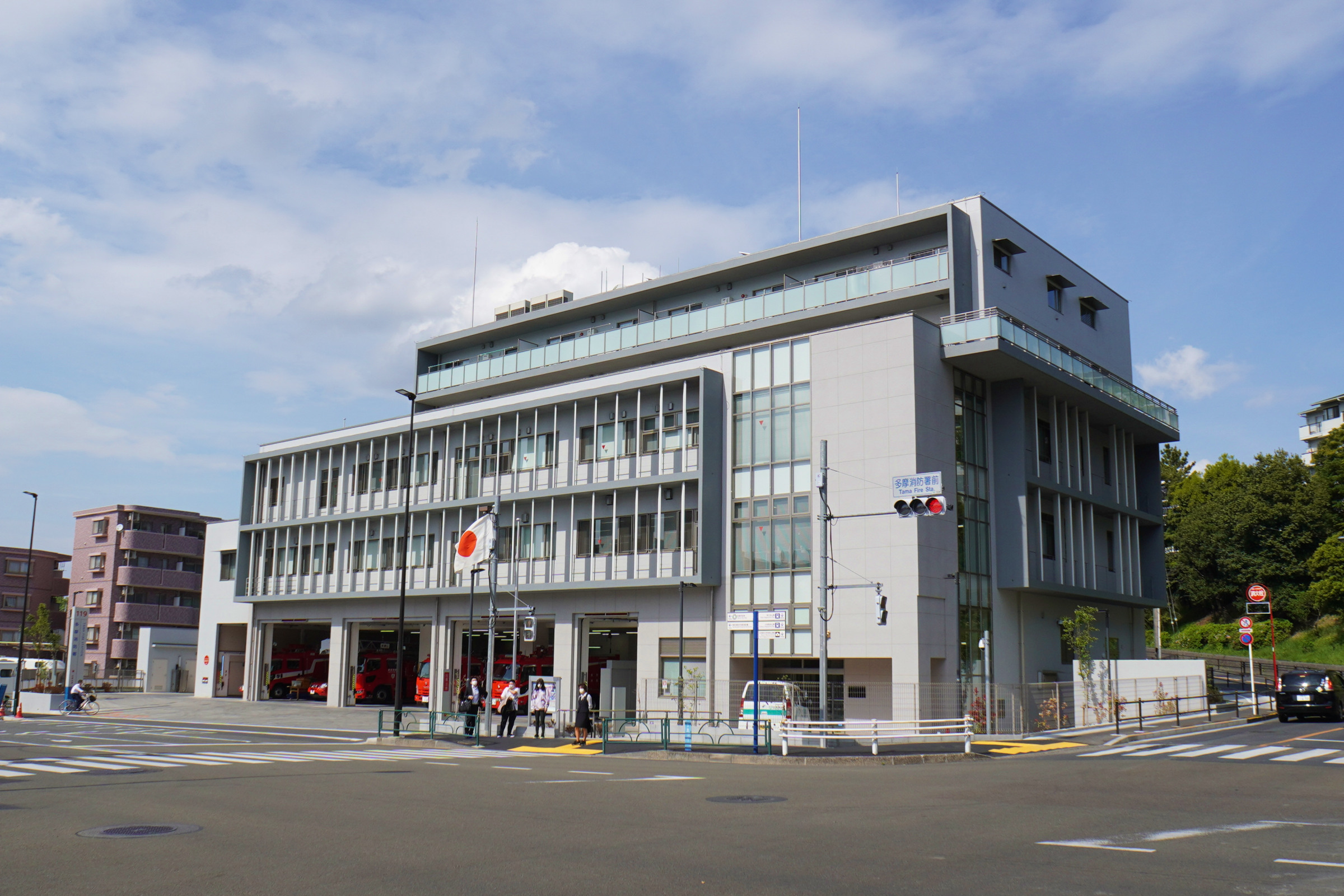
多摩消防署

### 秋川消防署
- 本署 あきる野市伊奈466番地
  - 秋留台出張所 あきる野市秋川5丁目6番2号
  - 檜原出張所 西多摩郡檜原村526番地

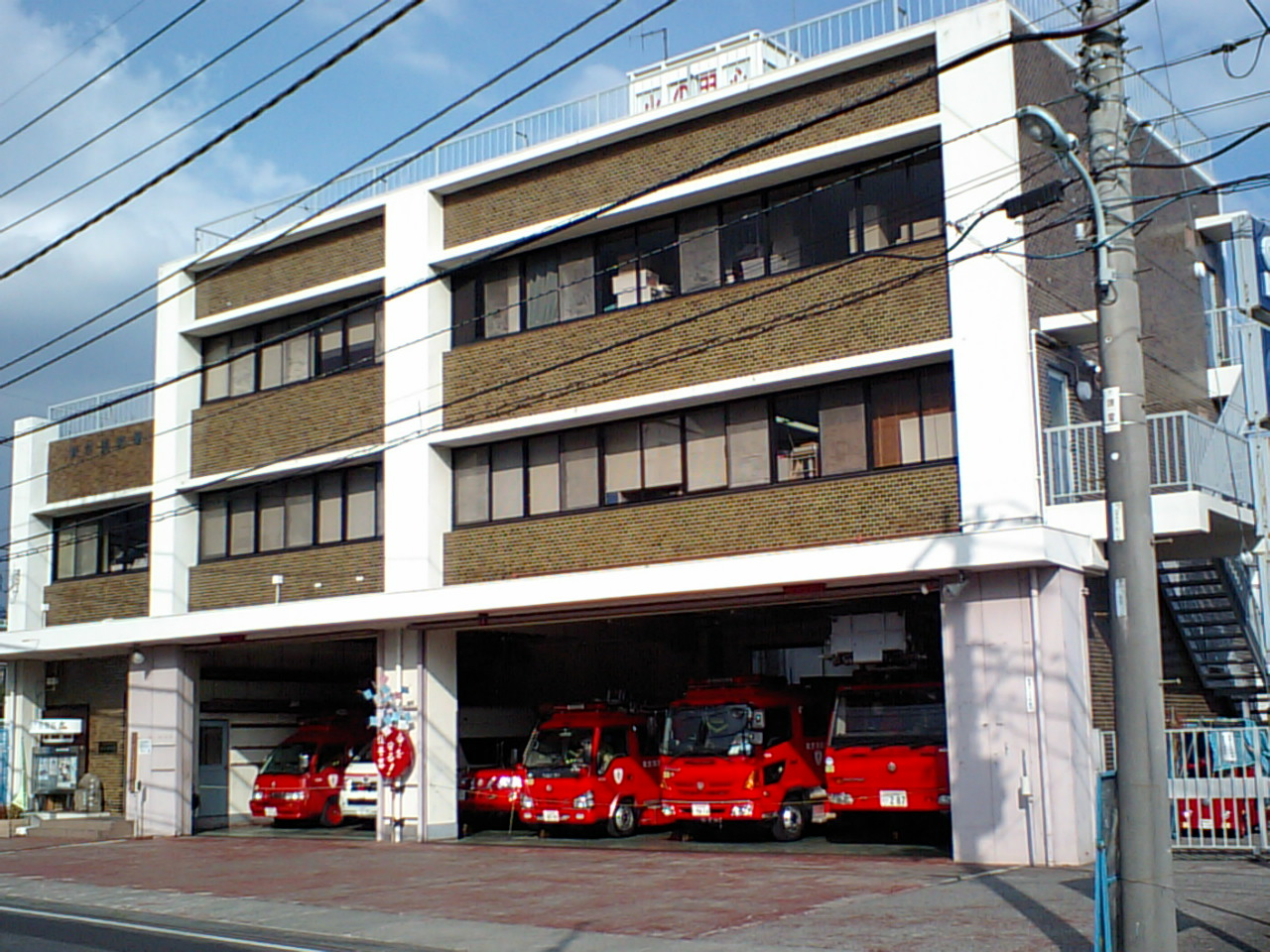
秋川消防署

### 奥多摩消防署
- 西多摩郡奥多摩町氷川952番地

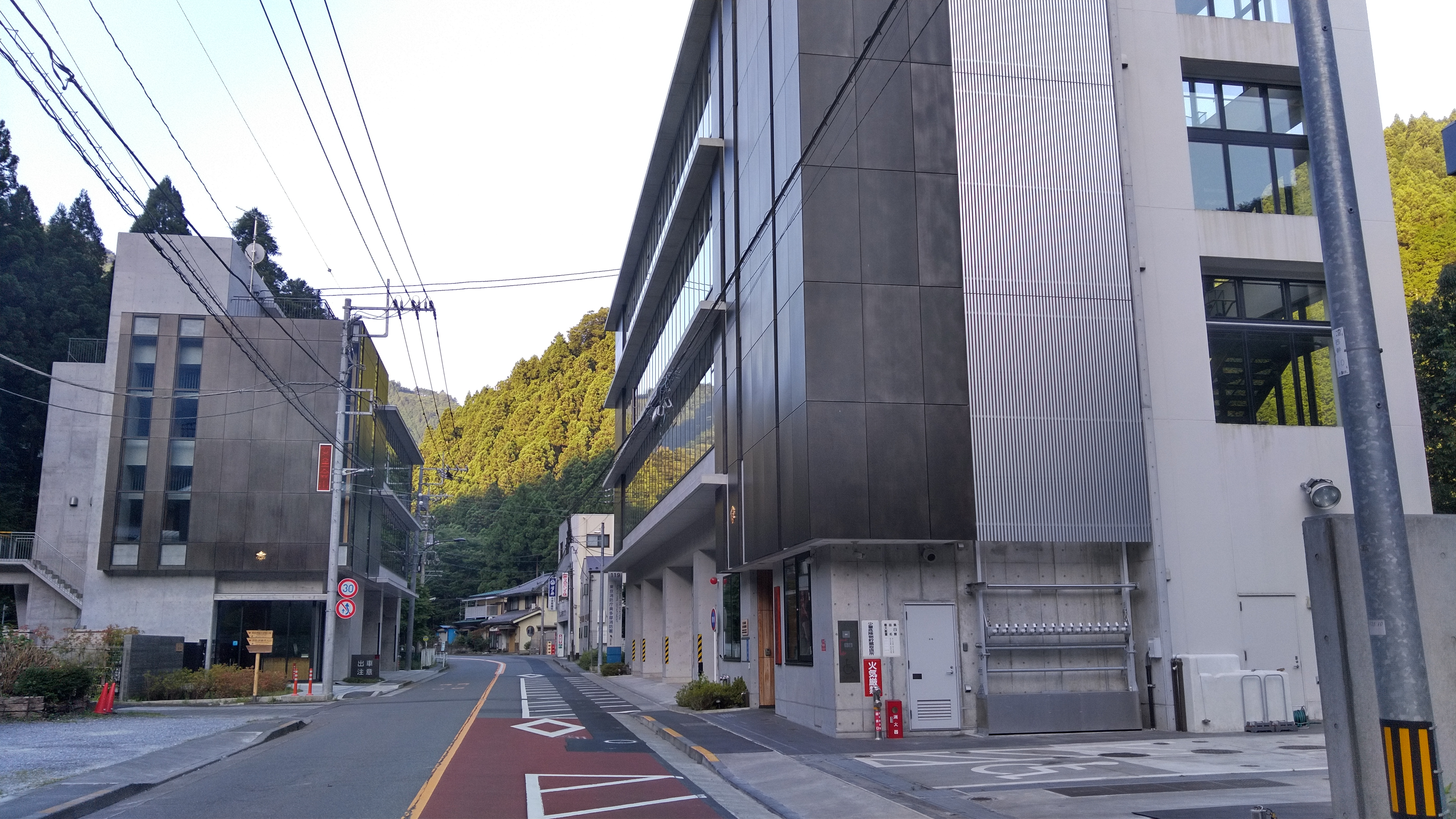
奥多摩消防署